# 胡瓜魚
胡瓜魚，為輻鰭魚綱胡瓜魚目胡瓜魚科的其中一種，溫帶魚類，分布於北大西洋白海向南至法國，包括波羅的海、北海南部與不列顛群島的西海岸淡水、半鹹水、海域，本魚體瘦長，頭尖，上頜延伸到眼的後緣，下頷略突出，背部兩側淡橄欖綠，腹部乳白色，背鰭軟條9-12枚;臀鰭軟條12-16枚，體長可達45公分，棲息在沿海、溪流及湖泊等水域，成群活動，春季時會洄游至淡水溪流產卵，幼魚以浮游生物為食，成魚以魚類、甲殼類、貝類等為食，可做為食用魚。

## 扩展阅读
維基物種上的相關：胡瓜魚